# Alessia Neuroni
Alessia Neuroni (* 1978) ist eine Schweizer Sozialwissenschaftlerin und anwendungsorientierte Forscherin zum Themenbereich eGovernment. Von 2009 bis 2020 war sie Professorin an der Berner Fachhochschule, wo sie ab 2018 das Institut Public Sector Transformation leitete. Im Sommer 2021 wurde sie als Leiterin der Abteilung Digitale Verwaltung und E-Government in die Staatskanzlei des Kantons Zürich berufen.

## Leben und Wirken
Alessia Neuroni erhielt eine internationale sozialwissenschaftliche Ausbildung. Von 2007 bis 2009 war sie Assistentin am Institut für Kommunikationswissenschaft und Medienforschung der Universität Zürich. 2006 promovierte sie mit einem internationalen Vergleich von E-Government-Konzepten.
Ihre thematischen Schwerpunkte sind Data Governance und Führung behördenübergreifender Innovationsvorhaben. Sie engagiert sich für die Transformation des öffentlichen Sektors mit Fokus auf Digitalisierung. Gemeinsam mit anderen ist sie Topic Leader für Smart Government, Smart Cities and Open Data bei der Swiss Alliance for Data-Intensive Services.
Alessia Neuroni ist Mitglied der Grünliberalen Partei Schweiz und lebt in Zürich.

## Veröffentlichungen (Auswahl)
- Dahinden, Urs; Sturzenegger, Sabina; Neuroni, Alessia C.: Wissenschaftliches Arbeiten in der Kommunikationswissenschaft. utb, 2013, ISBN 978-3-8252-4061-5[6]
- Jürgen Stember, Wolfgang Eixelsberger Andreas Spichiger, Alessia Neuroni et al: Handbuch E-Government: Technikinduzierte Verwaltungsentwicklung, Springer Gabler, 2019, ISBN 978-3-658-21596-5[7]